# Domodossola
Domodossola (Dòm en llombard) és una ciutat italiana de 18 068 habitants (2020), situada a la província de Verbano-Cusio-Ossola, a la regió del Piemont.

## Geografia
La ciutat es troba a la confluència de riera de Bogna amb el riu Toce. El seu terme municipal té 59,9 km² i es troba a una alçada sobre el nivell del mar que va dels 238 als 2.635 m s.l.m.
Domosossola limita amb les poblacions de Beura-Cardezza, Bognanco, Crevoladossola, Masera, Montescheno, Trasquera, Trontano i Villadossola.

## Història

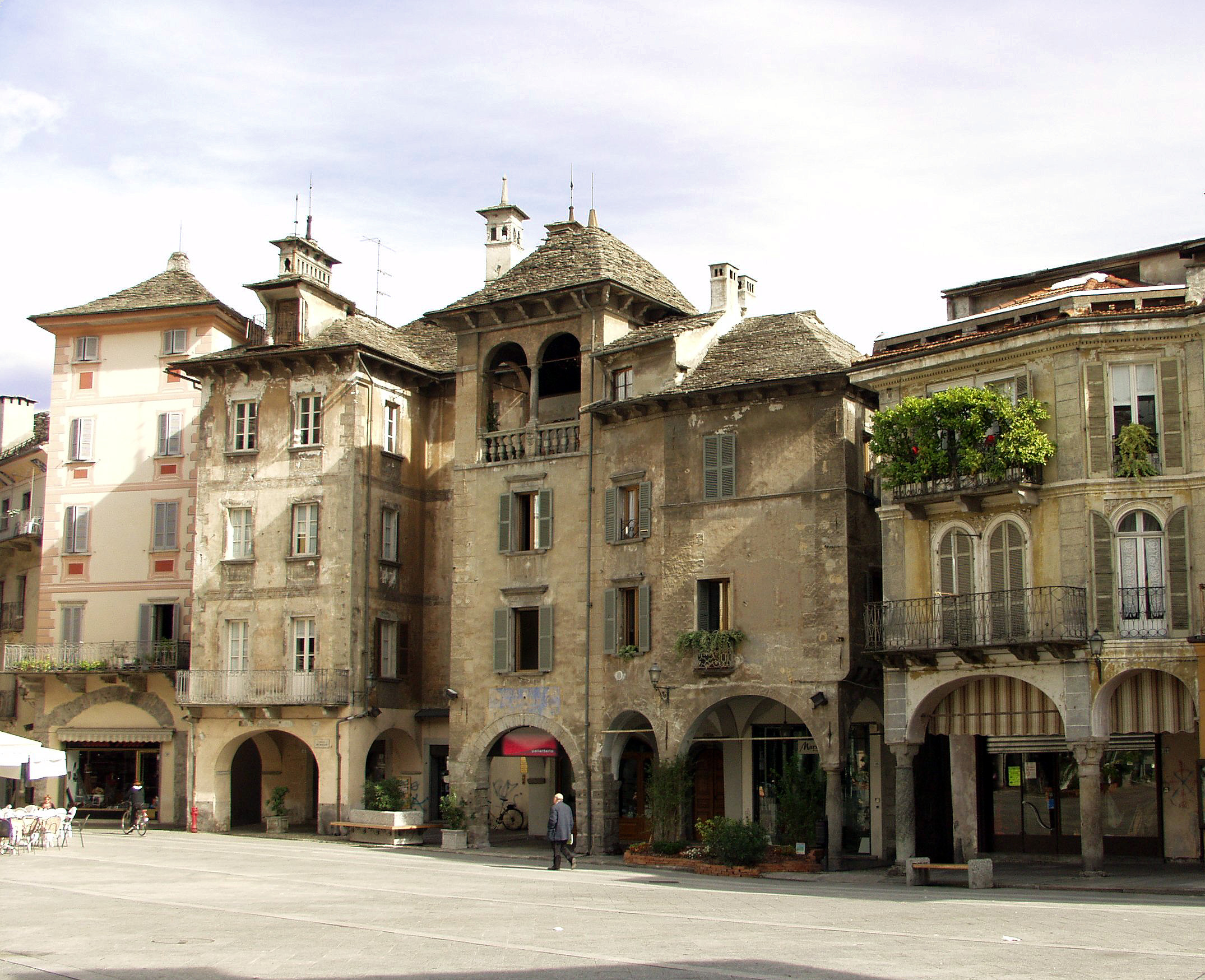
Piazza del Mercato al centre històric de Domodossola.

En temps antics formava part del Ducat de Savoia, el qual es va fragmentar en diferents cases nobles a causa dels forts conflictes amb Àustria. Com a conseqüència va sorgir el Comtat d'Ossola, del qual Domodossola en va ser capital. Amb el temps aquest comtat va adquirir l'estatus de Ducat.
El 1910 Domodossola es va fer coneguda internacionalment gràcies a la proesa de l'aviador peruà Jorge Chávez Dartnell (1887-1910), qui va creuar els Alps amb el seu fràgil monoplà. A Domodossola l'avió de Chávez va caure quan se li van trencar les ales a causa dels forts vents. Com a conseqüència dels traumatismes d'aquest accident Chávez acabaria morint a l'hospital San Biagio de la ciutat el 27 de setembre de 1910. Avui dia, a la capital del Perú, Lima, al Districte de Miraflores, hi ha un parc anomenat Domodossola en memòria de la ciutat piemontesa on va morir Jorge Chávez Dartnell després d'aconseguir la gesta de creuar els Alps.
El 1946, quan el Regne d'Itàlia, es va convertir en la República Italiana, van ser abolits els títols nobiliaris i Domodossola va perdre el seu estatut de ducat depenent de la corona italiana, i va passar a formar part de la república.

## Transport
L'estació de tren internacional de Domodossola, inaugurada el 1906, es troba a la històrica línia del túnel del Simplon, que prové de Brig a Suïssa i travessa el massís durant gairebé 20 km. Abans de l'obertura del túnel de la carretera de Saint-Gothard, el trànsit rodat entre el nord-oest d'Itàlia i el nord dels Alps es feia principalment pel pas del Simplon a través de Domodossola.
L'estació de Domodossola és també el punt de sortida del ferrocarril Centovallina que uneix Domodossola amb Locarno, mitjançant una línia de via mètrica electrificada de 52 km³.

## Fills il·lustres de Domodossola
- Giovanni Capis (segle xvi), jurista i historiador.
- Gianfranco Contini (1912-1990), escriptor.
- Massimiliano Blardone (1979-), esquiador alpí.
- Andrea Accomazzo (1970-), Científic i cap de la missió espacial Rosetta.